# Aeroportul Barretos
Aeroportul Barretos (IATA: BAT, ICAO: SNBA) este un aeroport din Barretos, São Paulo, Brazilia ce deservește zona Barretos. Aeroportul a fost tranzitat în 2020 de 1.083 de pasageri.
Situat la o altitudine de 580 m, aeroportul dispune de 1 pistă.

## Infrastructură

### Piste
Aeroportul dispune de o singură pistă. Pista 8/26 are suprafața de asfalt și dimensiunile 1.800 m × 30 m. 